# Rhynchomys tapulao
Rhynchomys tapulao är en gnagare i släktet näsråttor som förekommer i Filippinerna.
Denna gnagare når en absolut längd av 290 till 308 mm, inklusive en 120 till 128 mm lång svans samt en vikt av 129 till 156 g. Den har 38 till 40 mm långa bakfötter och 24 till 25 mm stora öron. Ovansidan är täckt av gulbrun päls och på undersidan förekommer vitaktig päls. Några gråa fläckar på buken kan finnas. Svansen är nära bålen grå och efter cirka hälften blir den vit. Huvudet kännetecknas av en lång och spetsig nos, av långa morrhår, av små ögon och av ganska stora öron. Djuret har långa och smala fötter.
Arten är bara känd från berget Tapulao på ön Luzon. Den hittades där vid 2025 meter över havet. Troligen lever Rhynchomys tapulao i hela bergstrakten. Området är täckt av fuktig skog.
Individerna är antagligen aktiva på natten eller/och under skymningen. Enligt undersökningar av innehållet i magsäcken äter de främst insekter och daggmaskar.
Rhynchomys tapulao hotas av landskapsförändringar genom etablering av jordbruksmark och gruvdrift. IUCN listar arten med kunskapsbrist (DD).